# مؤسسه اسمولنی

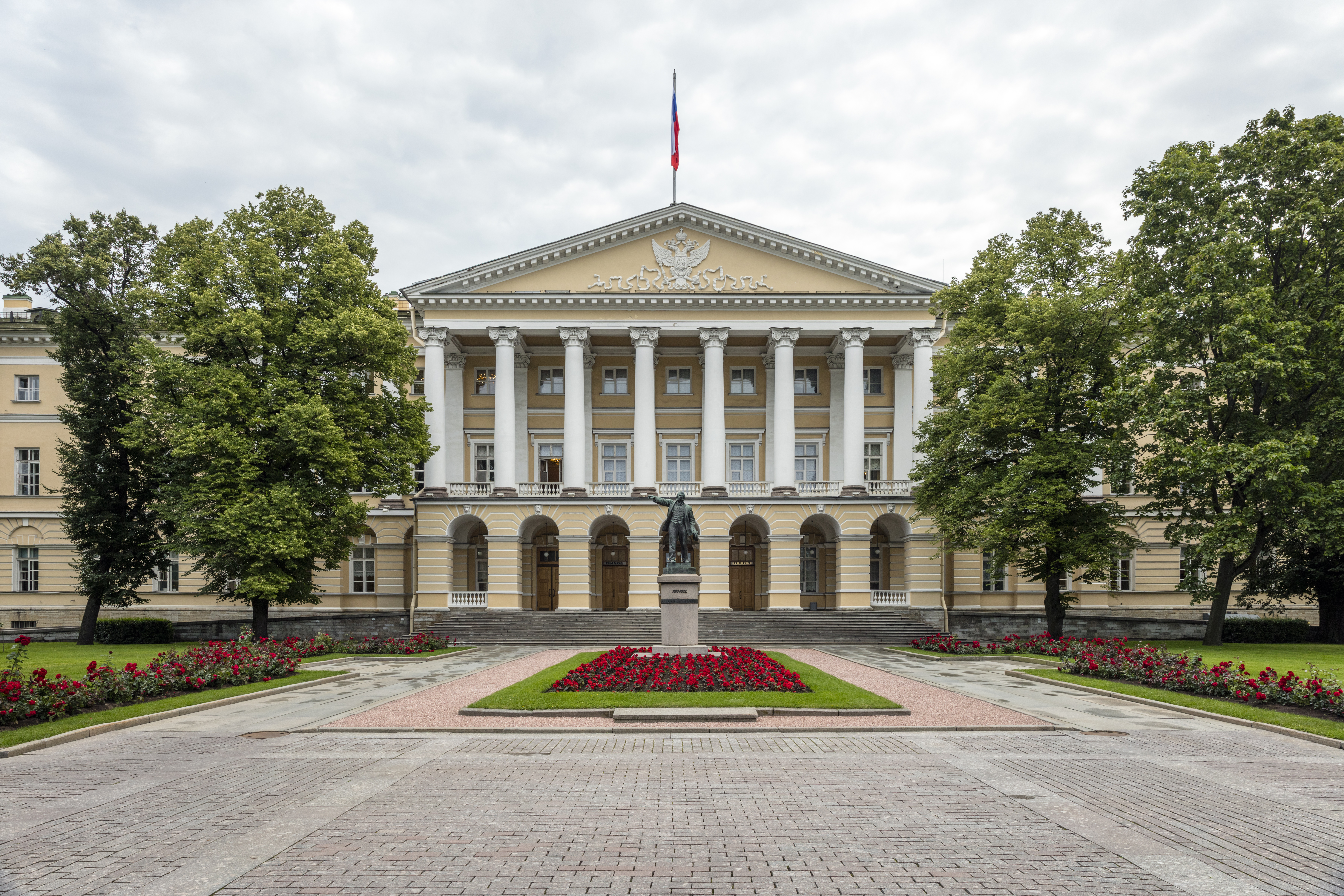
نمای کنونی عمارت، همراه با مجسمه‌ای از لنین در جلوی آن.

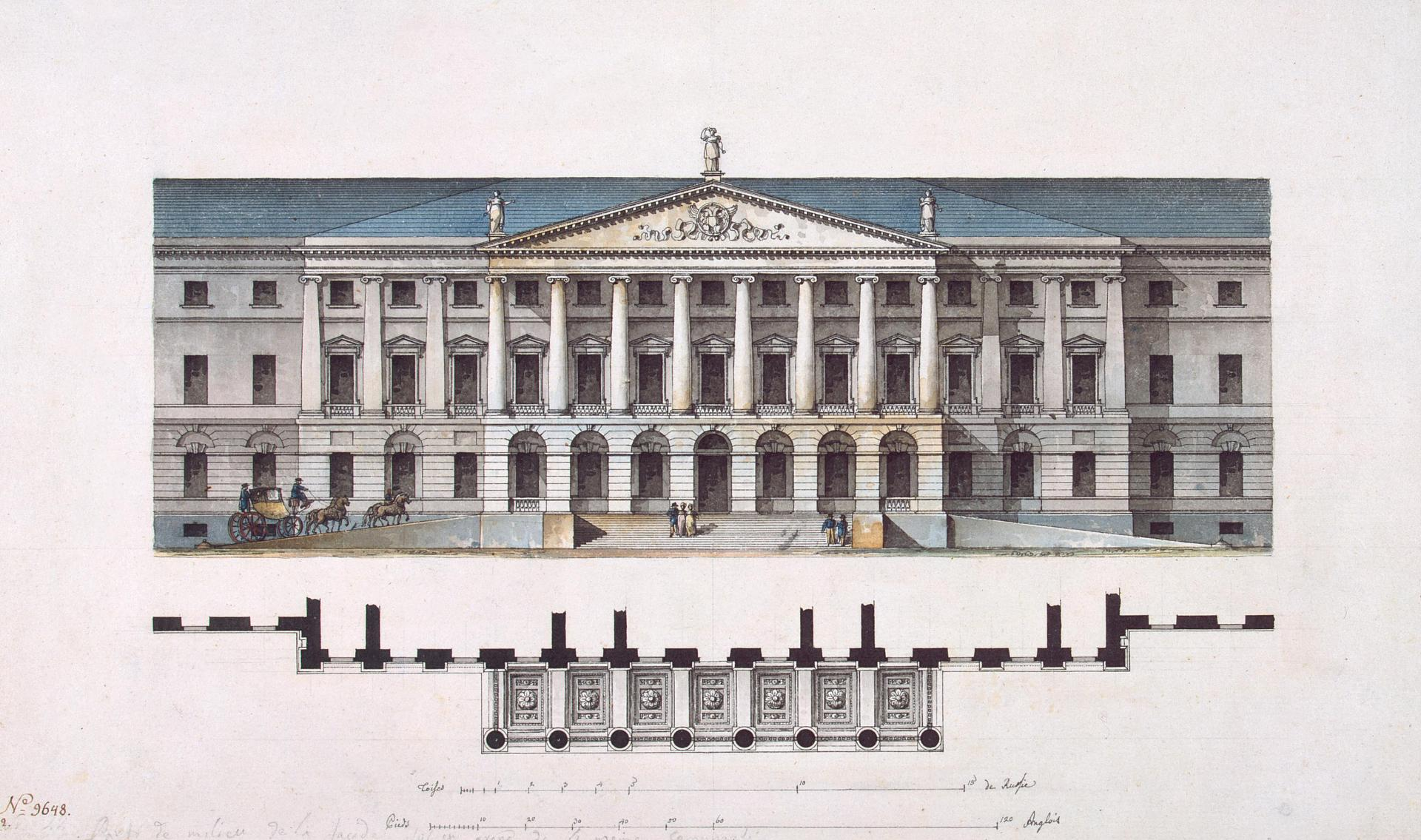
نقشهٔ عمارت که توسط جاکومو کوارنگی، معمار ایتالیایی طراحی شده‌است.

مؤسسه اسمولنی (روسی: Смольный институт) یک عمارت پالادیان واقع در سن پترزبورگ است که نقش مهمی در تاریخ روسیه ایفا کرده‌است.